# Jahovići
Jahovići (en serbe cyrillique : Јаховићи) est un village du nord du Monténégro, dans la municipalité de Pljevlja.

## Démographie

### Évolution historique de la population
| 1948 | 1953 | 1961 | 1971 | 1981 | 1991 | 2003 |
| ---- | ---- | ---- | ---- | ---- | ---- | ---- |
| 66   | 66   | 63   | 64   | 68   | 28   | 16   |